# Nicolas Formé
Nicolas Formé (Paris, 26 avril 1567-Paris, 28 mai 1638) est un compositeur français.

## Biographie
(novembre 2021).
À vingt ans, il est admis comme clerc à la Sainte-Chapelle du Palais, et, trois ans plus tard, comme chantre ordinaire (choriste employé de manière permanente, par opposition à un interprète « extraordinaire »). En 1595, il est haute-contre à la Chapelle royale sous l'autorité du sous-maître, Eustache Du Caurroy (le maître était un ecclésiastique sans fonction musicale). En 1609, il succède à cet auteur réputé. Il sera aussi compositeur de la Chapelle jusqu'à sa mort.
Personnage haut en couleur, de caractère difficile, libre de mœurs et avide d'honneurs, il provoqua quelques heurts à la Sainte-Chapelle. Sa musique était fort appréciée, notamment par Louis XIII et par son premier ministre, le cardinal de Richelieu. C'est ainsi que, prêtre, il sut obtenir des bénéfices lucratifs : abbé commendataire de l'abbaye Notre-Dame de Reclus, au diocèse de Troyes, de 1624 à 1634, il fut également reçu chanoine de la Sainte-Chapelle en 1626. Il avait aussi bénéficié, de 1616 à 1624, des revenus d'une prébende canoniale de la collégiale Saint-Aignan d'Orléans.
Nicolas Formé laissait entendre qu'il était l'introducteur en France de l'écriture à double chœur. La prétention du maître parisien n'était sans doute pas tout à fait exacte, mais il est clair qu'il a su faire vivre une pratique caractéristique de la première moitié du XVIIe siècle : on trouve déjà des indications de double (voire triple) chœur dans des motets d'Eustache Du Caurroy ou de Sauvaire Intermet, notamment. Ce qui est certain, c'est que Formé étendit ce procédé, en l'adaptant à la messe polyphonique.

## Son œuvre

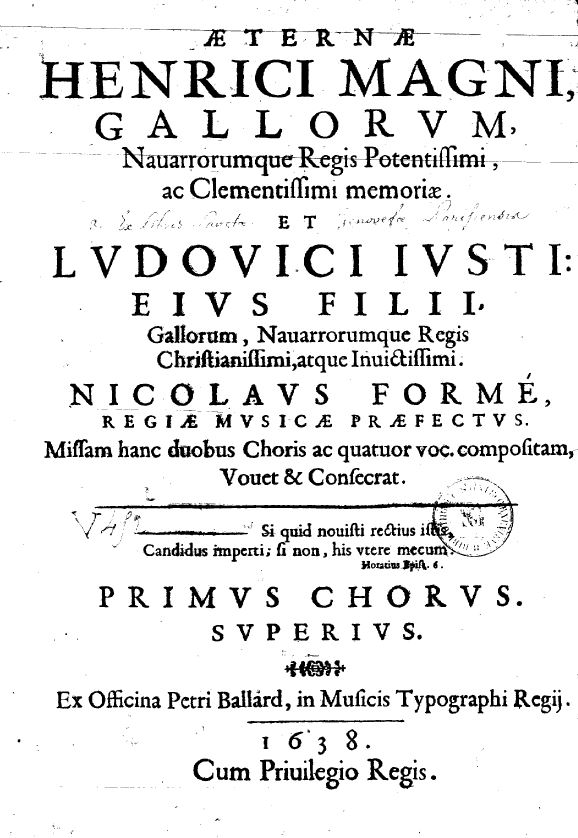
Page de titre de la Missa duobus choris, 1638.

Louis XIII lui portait un attachement tel qu'après son décès sa musique fut saisie et placée dans une armoire dont le roi gardait personnellement la clé. Plus tard cela n'empêcha pas que, comme pour beaucoup d'autres auteurs, la quasi-totalité de son œuvre a été perdue. On a néanmoins conservé :
- Missa duobus choris (Messe à deux chœurs, l'un à 4 et l'autre à 4, 5 ou 6 voix). Paris, Pierre I Ballard, 1638, 9 parties 4°. Guillo 2003 no 1638-B.

Dédicace à (Henri IV) le Grand et son fils Louis (Louis XIII) le Juste ».
Le titre complet est : ÆTERNÆ HENRICI MAGNI, GALLORUM, Navarrorumque Regis Potentissimi, ac Clementissimi memoriæ. ET LUDOVICI IUSTI: EIUS FILII, Gallorum, Navarrorumque Regis Christianissimi, atque Invictissimi. NICOLAUS FORMÉ, REGIÆ MUSICÆ PRÆFECTUS. Missam hanc duobus Choris ac quatuor voc. compositam, Vovet & Consecrat.
C'est la première publication d'une messe polychorale en France ; sur cette œuvre voir Bennett 2010.
- Deux motets à double chœur, qui font suite à la messe précédente dans le même recueil. Comme la messe, il est possible qu'ils aient été écrits à l'occasion du Vœu de Louis XIII, de 1638.
  - Ecce tu, pulchra es, amica mea (« Voici que toi, tu es belle, mon amie »), poème d'amour tiré du Cantique des Cantiques du roi Salomon. Le texte de ce motet est considéré comme adressé à la Vierge, d'abord par l'Église, et par l'auteur de manière explicite.
  - Domine, salvum fac regem (« Dieu sauve le roi »), pièce qui concluait souvent les messes en musique.
- Deux messes en faux-bourdon, à 4 voix, chez le même éditeur en 1638[3] :
  - Musica simplex quatuor vocum par bécarre, dédiée à Armand Jean du Plessis de Richelieu ;
  - Musica simplex quatuor vocum par bémol, dédiée à son frère Alphonse-Louis du Plessis de Richelieu.
- Le Cantique de la Vierge Marie, selon les tons ou modes usités en l'Église, mis à 4 parties, manuscrit 4° très soigné, dédié à Louis XIII[4] :
  - Contient huit Magnificat, du 1er mode au 8e mode.

Dans sa Missa duobus choris, Formé recourt au style concertant, opposant un quatuor vocal à un autre ensemble à 5 voix. Le caractère est déjà celui du grand motet (celui-ci se développera à la Chapelle royale de Versailles à partir de l'époque de Louis XIV). Il est à noter que nulle part il n'est fait mention de participation instrumentale (contrairement à ce qui se pratiquera dans cette forme musicale à venir), mais les doublures instrumentales éventuelles ne figuraient jamais explicitement sur les livres de chœur sortis des presses des Ballard. Ses Magnificat, d'un usage sans doute plus strictement liturgique, sont d'un style souvent simple et peu orné.

## Discographie
- « Le Vœu de Louis XIII », Missa duobus choris, Ecce tu pulchra es, Domine salvum fac regem, Les Pages et les Chantres du Centre de Musique Baroque de Versailles, dir. Olivier Schneebeli (Alpha 097, 2005. Copyright 2006). Avec des musiques de Guillaume Bouzignac, Etienne Moulinié, Antoine Boësset, Louis XIII. Texte de présentation par Thomas Leconte.

## Édition moderne
- Nicolas Formé, Œuvres complètes, éd. Jean-Charles Léon. Versailles : Centre de musique baroque de Versailles, 2003, (ISMN M-707034-24-8)[5].